# ديفيد إرب
ديفيد إرب (بالإنجليزية: David Erb)‏ هو فارس أمريكي، ولد في 28 نوفمبر 1923 في يورك في الولايات المتحدة.